# Bengt Grive
Bengt Edvin Axel Grive, ursprungligen Gustafsson, född 21 mars 1921 i Brännkyrka församling, Stockholm, död 7 september 2003 på Lidingö, var en svensk sportkommentator, journalist, författare och bordtennisspelare.

## Biografi
Grive arbetade som brandman i Stockholm under några år på 40-talet. Han var medarbetare i Aftonbladet 1951–1956. Vidare uppträdde Grive som varietéartist 1953–60. År 1960 anställdes han som reporter på SVT, där han slutade 1990 och blev frilans. 1993 anställdes han av tv-kanalen Eurosport för att bygga upp deras verksamhet i Norden och fortsatte där att kommentera både tennis och backhoppning och blev samtidigt mentor för yngre kommentatorer, som exempelvis Chris Härenstam och Niklas Holmgren.
Mest känd för allmänheten blev Grive då han, i direktsändning, kommenterade Björn Borgs tennisfinaler i Wimbledon under 1970- och 1980-talen. Han kommenterade också bordtennis, konståkning och fotboll. Han hade som aktiv tillhört den svenska eliten inom bordtennisen och bl.a. vunnit SM år 1951. Bengt Grive tävlade för Djurgårdens IF och var även aktiv som tränare i föreningen.
Ett av Grives mest berömda referat är matchen mellan Sverige och Västtyskland i fotbolls-VM 1974. Efter att Ralf Edström gjort ett sagolikt mål ställde Grive den överraskande frågan: "... och vad är klockan?"
Som konståkningskommentator gjorde Grive sig känd för att beskriva färgerna på konståkarnas dräkter som ingen annan. Uttryck som "mörkvitt", "bordellrött", "spaljégrönt",  "sängkammarrosa" och "blåbärsrisgrönt" var uttryck som han blev känd för. Hans formuleringskonst gjorde att han 1996 fick ett specialinrättat språkpris av Svenska Akademien.
Grive var känd för att aldrig slösa med orden och lät ofta bilderna tala för sig själva, inte minst när det handlade om tennis och konståkning. Han har i en tv-intervju erkänt att han under en tennismatch i Wimbledon lämnade kommentatorsplatsen för att gå på toaletten en våning ned men ingen märkte att han varit iväg.
1988 var Grive huvudperson i tv-programmet Här är ditt liv. Han ingick också i den mest vinstrika konstellationen någonsin i underhållningsprogrammet På spåret i SVT, där han tillsammans med Björn Hellberg och Mats Strandberg visade upp stor kunskap om områden som inte bara rörde sportens värld. Han gjorde också en liten roll i den populära tv-serien Macken av Galenskaparna och After Shave, samt medverkade i ett avsnitt av TV-serien Sally. Grive har dessutom skrivit tre memoarböcker och flera böcker om tennis och bordtennis.
Bengt Grive var från 1945 gift med Martha Svensson (1923–2005). Deras dotter är kulturjournalisten Madeleine Grive. Han är begravd på Lidingö kyrkogård.

## Filmografi (i urval)
- 1944 – Hets
- 1974 – Fimpen
- 1990 – Smash (TV-serie)

### Fotnoter
1. 1 2  Find a Grave, Find A Grave-ID: 13571186, läs online, läst: 9 oktober 2017.[källa från Wikidata]
2. ↑  Find a Grave, läs online, läst: 30 juni 2024.[källa från Wikidata]
3. ↑  Bengt Grive i Rotemansarkivet i Stockholms stadsarkiv
4. ↑  Sveriges dödbok 1901–2009, DVD‐ROM, Version 5.00, Sveriges Släktforskarförbund (2010): Grive, Bengt Edvin Axel
5. ↑  Rehnberg, Bo, Wickman, Mats & Andersson, Anita (red.) (1991). Djurgårdens IF 100 år: 1891-1991. Stockholm: Sellin & partner
6. ↑  Dagens Nyheter 24 september 1945 sid.12
7. ↑  SFI, Filmdatabasen
8. ↑   Finn graven